# Dromus dromas
Dromus dromas és una espècie de mol·lusc bivalve de la família Unionidae. Es troba als Estats Units: Kentucky, Tennessee i Virgínia. Viu a l'aigua dolça.

## Subespècies
- Dromus dromas caperatus (Lea)
- Dromus dromas dromas (Lea, 1834)[3]